# WebOS
webOS је мултитаск оперативни систем заснован на Линукс језгру за паметне уређаје као што су телевизори, и паметни сатови. Првобитно развијен од стране Palm, Inc.-а, (касније купљен од Хјулет-Пакарда), HP је учинио платформу слободном, тада је назван Open webOS. Оперативни стистем је касније продат LG Electronics-у. 2014-те Qualcomm је објавио да је купио технолошке патенте од HP-а, који су укључивали webOS и Palm патенте. LG даје Qualcomm-у под лиценцом да користи систем у својим уређајима
Разне верзије WebOS су коришћене на различитим уређајима Palm Pre, Palm Pixi и HP Veer паметним телефонима, HP TouchPad таблетима. Од 2014 LG паметним телевизорима а од 2017 паметним фрижидерима и пројекторима.

## Историја

### Palm
Palm је покренуо webOS, затим псотавио Palm webOS, у јануару 2009. године као наследника Palm ОС. Први webOS уређај је био оригинални Palm При, објављен од стране Спринт-а у јуну 2009. године. Palm Пикси је уследио. Унапређена "Плус" верзија оба При и Пикси-а је пуштена на Веризон и АТ & Т.

### HP
У априлу 2010. HP је стекао Palm; webOS је описан као кључно средство и мотивација за куповину. $ 1,2 милијарде је стечена у јуну. HP је исказала намеру да развије платформу webOS за употребу код више нових производа, укључујући паметне телефоне, таблете, и штампаче.
У фебруару 2011. године HP је најавио да ће користити webOS као универзалну платформу за све своје уређаје. Међутим, HP је такође донео одлуку да Palm При, Palm Пикси, и "Плус" ревизија неће добити ОТА ажурирања webOS 2.0, упркос претходној објави о ажурирању "у наредним месецима." HP је најавио неколико webOS уређаја, укључујући HP Вир и HP При 3 паметни телефон, покретачки webOS 2.2, и HP Тач пад, таблет рачунар објављен у јулу 2011. године који ради на webOS 3.0.
У марту 2011. године HP је најавио планове за верзију webOS до краја 2011. године која би се покретала на Windows-у, и да буде инсталирана на свим HP десктоп и ноутбук рачунарима у 2012. години. Иако никада није материјализована, радови су ипак у том периоду започети на x86 порту и укључивали су тим у Форт Колинсу, Колорадо. Рад је укинут крајем године.
У Августу 2011 HP је најавио да је заинтересован за продају свог Персонал Системс Гроуп, одговорног за све своје кориснике ПЦ производа, укључујући и webOS, и да ће развојне и производне линије webOS уређаја бити заустављене.Остало је нејасно да ли ће HP размотрити лиценцирање webOS софтвера других произвођача. Када је HP смањио цену Тач пада на $ 99, постојећи инвентар је убрзо распродат.
HP При 3 је лансиран у одређеним деловима Европе, и САД-базиране јединице биле доступне само путем незваничних канала (и АТ & Т и Веризон су отказали своје налоге непосредно пре испоруке након Апотекеровог (HP-ов ЦЕО у том периоду) најављивања. Наиме, ове САД При 3 јединице, су објављене преко незваничних канала, али без гаранције и  нису носиле никакву обавезу у пружању подршке према HP-у; тако да је до коначних делова било врло тешко доћи. HP је најавио да ће наставити да издаје исправке за HP Вир и HP Тач пад, али ове исправке нису успеле да се материјализују за некадашњу, а касније и коначану, незваничну објаву под називом "webOS ЦЕ" која је садржала само компоненте отвореног кода за webOS и која је била више намењена преосталој програмерској заједници него конвенционалним, кориснички-оријентисаним ажурирањима оперативног система. Последња HP webOS верзија, 3.0.5, објављена је 12. јануара 2012. године.
У децембру 2011. године, након одбацивања Тач пада и предложене продаје HP групе за персоналне системе, HP је најавио да ће објавити изворни код webOS-а у блиској будућности под лиценцом отвореног кода. У августу 2012, код који се односио на постојеће уређаје је издат као webOS-ово заједничко издање (ЦЕ), уз подршку за постојећи HP хардвер. Отворени webOS укључује библиотеке отвореног кода намењене за шири спектар хардвера. HP је преименовао своју webOS јединицу као "Грам".
У фебруару 2012. HP је објавио Ајсис, нови интернет браузер за Open webOS.

### Развиће и пад HP-овог каталога апликација
HP каталог апликација је била продавница апликација за апликације за мобилне уређаје који раде на webOS.
Дана 6. јуна 2009. године, webOS је лансирао Palm При са 18 доступних апликација. Број апликација порастао на 30 од 17. јуна 2009, са 1 милион кумулативних преузимања до 27. јуна 2009; 30 званичних и 31 незваничних апликација до 13. јула 2009; 1,000 званичних апликација до 1. јануара 2010; 4,000 званичних апликација до 29. септрмбра 2010; и 10,000 званичних апликација 9. децембра 2011.
Након тога, број доступних апликација је смањен, јер су многе апликације повучене из каталога апликација од стране њених власника. Примери укључују апликације Њујорк тајмс и Пандора радио. Број преосталих функционалних апликација је био непознат. Приликом срачунавања повучених и / или не-функционалних апликација које су остале у каталогу апликација, у том тренутку, број је пројектован као знатно нижи. webOS корисници су изгубили приступ HP-овом каталог-у апликација након гашења његових сервера 15. марта 2015; ово је објављено од стране каталога 11. новембра 2014.

### LG
Дана 25. фебруара 2013. године, HP је најавио да је лиценцирао webOS на LG Electronics ради његове употребе на својим интернет-омогућеним паметним телевизораима. Компанија LG Electronics је имала неограничен приступ документацији, изворном коду, програмерима и свим пратећим сајтовима. LG Electronics је преузео webOS од HP-а како би побољшао своје паметне телевизоре, мењајући своју претходну НетКаст платформу. Међутим, HP ће и даље поседовати патенте у чијој је основи webOS као и услуге клауд-заснованих сервиса као што је каталог апликација. Као и њена употребе као оперативни систем за паметне телевизоре, ЛГ је проширио своју примену у различитим уређајима. Као полазиште, ЛГ је приказао ЛГ преносну платформу ОС (webOS) паметних сатова почетком 2015. године.

## Карактеристике
webOS мобилна платформа је увела неке иновативне функције, као што су картице са интерфејсом, које још увек користе Епл, Мајкрософт и Гугл на својим мобилним оперативним системима iOS, Windows Phone, и Андроид.
| Карактеристика                    | webOS (ЛГ)                                | Опен webOS                                                                    | HP/Palm webOS                                                                                            |
| --------------------------------- | ----------------------------------------- | ----------------------------------------------------------------------------- | --- |
| Мултифункционални интерфејс       | Редне картице                             | Картице                                                                       | Картице                                                                                                  |
| Покрети                           | преко магични даљински                    | преко екрана на додир и физичких тастатура                                    | преко екрана на додир и физичких тастатура                                                               |
| Синергија                         | Није подржано                             | Није подржано                                                                 | Подржано                                                                                                 |
| Тростране апликације              | ЛГ продавница                             | Хоумбру                                                                       | Каталог апликација                                                                                       |
| ОТА ажурирање                     | Да                                        | Да                                                                            | Да |
| Бежично пуњење                    | N/A                                       | N/A                                                                           | да (власнички стандард)                                                                                  |
| Једноставно подешавање/повезивање | Да                                        | N/A                                                                           | N/A |
| Налажење околних уређаја          | преко Connect SDK                         | Не                                                                            | каснији уређаји подржавају Bonjour/ZeroConf и власнички "Додирни да поделиш"                             |
| отворен код                       | Не                                        | Да                                                                            | неки кодови објављени под Open webOS                                                                     |
| Уређаји / верзије                 | ЛГ паметни телевизори / ЛГ паметни сатови | повезан на више уређаја / Open webOS 1.0 HP Тач пад / webOS Заједничко издање | при, при плус, пикси, пикси плус / HP webOS 1.4.5 при2, при3 / HP webOS 2.x.x HP Тач пад /HP webOS 3.0.x |

### Мултифункционални интерфејс
Навигација користи мулти-тач покрете на екрану осетљивом на додир. Интерфејс користи "картице" за управљање мултитаскинга и представљање апликација. Корисник пребацује између активних апликација покретом слева надесно на екрану. Апликације су затворене пребацивањем "картице" up—и "off"—на екрану. Апликације "картице" се могу преуредити због организацијњ. webOS 2.0 је увео 'гомилу', где везане картице могу да се "слажу" заједно.

### Синергија
Palm се доноси на интеграцију информација из многих извора као што је "Синергија". Корисници могу да се пријаве на више налога е-поште из различитих провајдера и интегришу све ове изворе у једној листи. Сличне могућности повезивања календара, а такође и аутоматске поруке и СМС поруке из више извора.

### ОТА ажурирања
Оперативни систем може да се ажурира без спајања са рачунаром, уместо примања ажурирања ОС-а преко конекција.

### Обавештења
Простор за обавештења се налази на доњем делу екрана телефона, а на горњем делу на таблету.
На телефонима, када се појави обавештење, оно клизи са доњег дела екрана. Због променљиве величине Мојо и Енио оквира апликација, апликација се обично сама прилагођава како не би ометала коришћење док се приказује обавештење. Након што обавештење склизне са екрана, оно обично остане као иконица. Корисник може затим да додирне иконицу да их прошири. Обавештења онда могу да буду уклоњена (склизне са екрана), приступљена (прислушкивање), или остављена.

### Синхронизација
По подразумеваним подешавањима, синхронизација података чешће користи приступ заснован на облаку него на клијент синхронизацију десктопа. Прва верзија webOS је испоручена са могућношћу да се синхронизује са Епл ајТјунс софтвером услед маскирања као Епл уређаја, али је ова функција онемогућена у наредним ајТјунс верзијама софтвера.

### Тростране апликације
На HP webOS-у, званично проверене тростране апликације су доступне да буду инсталиране на уређају са HP каталога апликација.
Како је HP webOS заменио Palm ОС, Palm је наручио покретне-апликације да би кодирао и развио емулатор под називом Класик, и омогућио компатибилност са Palm ОС апликацијама. Ово функционише на webOS верзији 1.0. Palm ОС емулација је прекинута у webOS верзији 2.0. Покретне-апликације су одвојене од Класик-а у 2010. години, наводећи HP Palm као "реметилачки".
Други извор апликација је хоумбру софтвер. Хоумбру апликације нису директно подржане од стране HP-а. Програми који се користе за дистрибуцију хоумбру webOS апликација укључују webOS Квик инстал (заснован на Јави за десктоп рачунаре), и Привер (хоумбру webOS каталог апликација, који мора бити пребачен пре инсталирања). Ако се софтверски проблеми не јављају након инсталације хоумбру програма, "webOS доктор" (омогућен од стране HP-а) може да врати телефон на фабричка подешавања и уклони измене направљене преко хоумбру апликације и закрпа.

### Карактеристике паметних телевизора
ЛГ је редизајниран УИ на webOS-у, укључујући карактеристику интерфејс картице која се зове "Једноставно пребацивање" између ТВ апликација. Друге две карактеристике које промовишу компаније су једноставна веза (користећи анимирани Клипи карактер под називом Бинбрд како би помогао кориснику приликом подешавања), и једноставно откриће.

## Платформа
Испод графичког корисничког интерфејса, webOS има доста тога заједничког са главним Линукс дистрибуцијама. Верзије 1.0 до 2.1 користе Линукс 2.6.24 закрпу.
Листа компоненти отвореног кода које се користе од стране различитих издања webOS, као и изворни код и закрпе које се примењују на сваку компоненту, доступне су на Palm Опен Сорс веб страници. Ова страница служи као референтан списак верзија webOS-а који су јавно објављени.
У 2011. години, Енио је заменио Мојо, који је објављен у јуну 2009. године, као алат за развијање софтвера (СДК).

## Хардвер

### Телефони
- Palm При
- Palm Пикси
- Palm При Плус
- Palm Пикси Плус
- Palm При 2
- HP Вир
- HP При 3

### Таблети
- HP Тач пад
- HP Тач пад го

### Телвизори
- ЛГ паметни телевизори

### Сатови
- LG Watch Urbane LTE